# 陆东福
陆东福（1955年11月28日—），男，汉族。中华人民共和国江苏丹阳人，曾任中国国家铁路集团董事长、党组书记。

## 生平
陆东福出生于1955年11月，1973年11月参加工作，1979年4月加入中国共产党，上海大学成人教育学院（夜大）管理工程专业毕业，在职大学学历，高级工程师。1973年11月至1981年8月，任交通部、铁道部上海铁路局基建工程处第五工程段学徒工、线路工，第三工程段线路工、团委副书记、工长。1981年8月至1986年9月，任铁道部上海铁路局团委宣传部副部长、团委副书记兼宣传部部长、团委书记。其间，1981年9月至1982年2月在中央团校第二十期宣传干部班学习；1982年9月至1983年2月在上海市工交党校学习。1986年9月至1988年7月，在复旦大学国际政治系政治学（行政管理）专业干部专修班学习。
1988年7月至1990年1月，任铁道部上海铁路局政治部办公室副主任、宣传部副部长。1990年1月至1993年12月，任铁道部上海铁路局纪委副书记、纪委副书记兼监察处处长。其间，1990年3月至1990年5月在中共上海市委党校纪检干部班学习。1993年12月至1995年3月，任铁道部上海铁路局上海工程总公司党委书记。1995年3月至1995年7月，任铁道部上海铁路局副总经济师。1995年7月至1997年1月，任铁道部上海铁路局党委副书记。1997年1月至1998年1月，任铁道部上海铁路局党委副书记兼上海市轨道交通明珠线工程指挥部副指挥，上海铁路局轨道交通开发总公司总经理。1998年1月至1999年10月，任铁道部上海铁路局副局长、党委常委兼上海市轨道交通明珠线工程建设指挥部副指挥，上海铁路局轨道交通开发总公司总经理。1999年10月至2000年11月，任铁道部上海铁路局副局长兼上海铁路分局分局长。2000年11月至2003年7月，任铁道部上海铁路局局长、党委副书记。其间，1998年9月至2001年7月在上海大学成人教育学院（夜大）管理工程专业学习。
2003年7月至2013年3月，任铁道部副部长、党组成员。其间，2006年3月至2006年7月在中共中央党校进修班学习。2013年3月至2016年9月，任交通运输部副部长、党组成员，国家铁路局局长、党组书记。他是国家铁路局首任局长。2016年9月至2016年10月，任中国铁路总公司党组书记，交通运输部副部长、国家铁路局局长。2016年10月至2018年12月，任中国铁路总公司总经理、党组书记。2018年12月起，任中国国家铁路集团有限公司董事长、党组书记。
2022年7月22日，陆东福不再担任中国国家铁路集团有限公司董事长、党组书记职务，由刘振芳接任。
2008年，当选第十一届全国人大代表。2017年，当选中共十九大代表，并进入中共十九大主席团。2018年2月24日，当选为第十三届全国人大代表。